# Amaia Erbina
Amaia Erbina (13 de março de 1997) é uma jogadora de rugby sevens espanhola.

## Carreira
Amaia Erbina integrou o elenco da Seleção Espanhola Feminina de Rugbi de Sevens, na Rio 2016, que foi 7º colocada.